# Hans Schemm
Hans Schemm, född 6 oktober 1891 i Bayreuth, död 5 mars 1935 i Bayreuth, var en tysk nazistisk politiker. Han var Gauleiter för Gau Bayerische Ostmark. Han var därtill kultusminister i Fristaten Bayern och grundare av Nationalsozialistischer Lehrerbund.

## Biografi
Hans Schemm var son till Konrad Schemm och Babette Meyer. Under första världskriget tjänstgjorde han på ett fältlasarett. Han insjuknade dock i tuberkulos och togs ur krigstjänst. Våren 1919 var han medlem i Freikorps Bayreuth, en av många frikårer i Tyskland åren efter kriget.
År 1920 anställdes Schemm som laboratorietekniker vid ett bakteriologisk-kemiskt företag i Thale. Företaget gick dock i konkurs året därpå och Schemm kom istället att undervisa på en folkhögskola.

### NSDAP
År 1923 fick Schemm kontakt med Nationalsocialistiska tyska arbetarepartiet (NSDAP) och blev samma år medlem. Han träffade Adolf Hitler för första gången den 30 september 1923. Den 27 februari 1925 grundade Schemm Bayreuths partidistrikt och byggde målmedvetet upp detta. År 1928 blev han ledamot av den bayerska lantdagen. Året därpå grundade Schemm Nationalsozialistischer Lehrerbund (NSLB, Nationalsocialistiska Lärarförbundet) och blev dess ledare. År 1930 invaldes Schemm i Tyska riksdagen.
Under slutet av 1920-talet och början av 1930-talet var Schemm utgivare av flera tidningar och tidskrifter, bland andra Streiter, Weckruf och Nationale Zeitung; han grundade även Nationalsozialistische Lehrerzeitung.
År 1928 utnämndes Schemm till Gauleiter i Gau Oberfranken, som 1933 tillsammans Gau Oberpfalz-Niederbayern bildade Gau Bayerische Ostmark. Bayerns riksståthållare Franz von Epp utsåg Schemm till kultusminister i mars 1933.

### Död
Den 5 mars 1935 skulle Schemm flyga från Bayreuth, men planet störtade kort efter start. Hitler beordrade kirurgen Ferdinand Sauerbruch till Bayreuth, men Schemm avled innan denne hann anlända dit.